# Tatjana Pietrowa
Tatjana Pietrowa (ros. Татьяна Валерьевна Петрова) (ur. 8 kwietnia 1983 w Czuwaszji), rosyjska lekkoatletka długodystansowa, wicemistrzyni świata z Osaki (2007) w biegu na 3000 m z przeszkodami.

## Sukcesy
| Rok  | Zawody             | Miasto   | Miejsce | Konkurencja                   | Czas    |
| ---- | ------------------ | -------- | ------- | ----------------------------- | ------- |
| 2006 | Mistrzostwa Europy | Göteborg | 2.      | Bieg na 3000 m z przeszkodami | 9.28,05 |
| 2006 | Puchar Świata      | Ateny    | 5.      | Bieg na 3000 m z przeszkodami | 9.35,50 |
| 2007 | Mistrzostwa Świata | Osaka    | 2.      | Bieg na 3000 m z przeszkodami | 9.09,19 |

## Rekordy życiowe
- Bieg na 3000 metrów – 8:44,13 (2006)
- Bieg na 3000 metrów z przeszkodami – 9:09,19 (2007)
- Bieg na 5000 metrów – 15.46,58 (2003)
- Bieg na 10 000 metrów – 32.17,49 (2005)
- Maraton – 2:23:29 (2012)